# La Vie claire
La Vie claire est une entreprise française de distribution spécialisée dans la vente de produits biologiques. Elle possède, en 2025, un réseau de 327 magasins proposant en partie des produits de sa propre marque et est constituée de 131 magasins en propre et de 196 magasins franchisés. Créée en 1946 par Henri-Charles Geffroy, La Vie claire a d’abord été un journal dédié aux produits naturels végétariens. Deux ans plus tard, en mars 1948, le premier magasin La Vie claire voyait le jour.
L'entreprise dispose de magasins en France métropolitaine, dans les DROM-COM, ainsi que dans certains pays étrangers.

## Histoire

Ancien logo.

L'entreprise a été fondée par Henri-Charles Geffroy. La revue La Vie claire qu'il fonde en 1946 pour diffuser ses idées sur l'alimentation saine rencontre un succès tel que, en 1948, il crée en France le tout premier magasin d'agriculture biologique français à Paris, une coopérative pour fournir aux abonnés une « alimentation saine » (en fait, ce sera le premier magasin du futur réseau des Maisons de La Vie claire). En 1951, la société l'Aliment sain est fondée et la coopérative liquidée. Cette société devient en 1965 la Société française d'alimentation saine.
En 1980, l'entreprise est reprise par le Groupe Bernard Tapie qui rénove le réseau et tente de rajeunir l'image de marque, notamment en sponsorisant une équipe cycliste avec Bernard Hinault comme chef de file. La Vie claire est alors reprise par le Consortium de réalisation qui la revend en 1996 au groupe leader de l’alimentation biologique Distriborg appartenant à Régis Pelen,. En 2000, celui-ci cède le groupe Distriborg mais conserve La Vie claire via la holding Investissement et Développement. Longtemps déficitaire, La Vie claire est devenue rentable avec le boom de la demande en produit bio, et constitue le deuxième réseau de distribution de magasins spécialisés dans la distribution de produit biologique derrière Biocoop (organisé selon un modèle de coopérative).
En octobre 2023, La Vie claire déplace son siège social de Montagny à Grigny, en parallèle de la construction d'un nouvel entrepôt de 20 000 m².

## Données financières
- 2009 : chiffre d'affaires 54 260 000 €, résultat net 1 650 000 €.
- 2010 : chiffre d'affaires 61 925 500 €, résultat net 2 164 900 €[11].
- 2011 : chiffre d'affaires 69 600 000 €.
- 2012 : le chiffre d'affaires s'élevait à 75 millions d'euros pour la société et de 118 millions d'euros pour le réseau[12].
- 2013 : le chiffre d'affaires s'élevait à 84 millions d'euros pour la société et de 133 millions d'euros pour le réseau.
- 2014 : le chiffre d'affaires s'élevait à 98,5 millions d'euros pour la société et à 151 millions d'euros pour le réseau, avec 247 magasins[13].
- 2015 : le chiffre d'affaires du réseau s'élevait à 180 millions d'euros avec 267 magasins (+ 21 % vs + 17.7 % pour Biocoop).
- 2016 : le chiffre d'affaires du réseau s'élevait à 220 millions d'euros (+ 27 %). L'entreprise a ouvert 40 magasins et prévoit d'en ouvrir autant en 2017. Le groupe réalise 160 millions de CA (+ 30 %)
- 2017 : le chiffre d'affaires du réseau s'élevait à 270 millions d'euros (+ 16 %)[14]. L'entreprise a ouvert 43 magasins[15] et en possède 340 dont 95 intégrés. Le premier magasin en Pologne (Gdansk) a été ouvert
- 2018 : 353 magasins, le chiffre d'affaires du réseau s'élevait à 300 millions d'euros (+ 12 %). L'entreprise a ouvert 56 magasins[16].
- 2019 : 358 magasins au 31 décembre et 330 millions d'euros de chiffre d'affaires (+10 %).
- 2020 : 380 magasins au 31 décembre et 385 millions de chiffre d'affaires (+ 16 %)[1].
- 2024 : 327 magasin au 31 décembre et 321 millions de chiffre d’affaires.